# Aïn M'Lila (distrito)
Aïn M'Lila é um distrito localizado na província de Oum El Bouaghi, Argélia, e cuja capital é a cidade de mesmo nome. A população total do distrito era de 108 654 habitantes, em 2008.[carece de fontes?] O distrito está dividido em três comunas.